# Christopher Ferguson
Christopher Ferguson (Filadelfia, Pensilvania, 1 de septiembre de 1961) es un astronauta retirado de la NASA.Esta previsto ser el comandante en del primer vuelo de la Boeing Starliner pero se retiró en 2020.

## Carrera militar
Ferguson fue encargado del programa Navy ROTC en la Universidad de Pensilvania. Recibió sus alas de aviador naval en NAS Kingsville, Texas en 1986 y se le ordenó ingresar al escuadrón de entrenamiento F-14 Tomcat en Virginia Beach, Virginia. Después de un breve período de instrucción, se unió a los 'Red Rippers' del VF-11 desplegándose en el Atlántico Norte, el Mediterráneo y el Océano Índico a bordo del portaaviones USS Forrestal. Mientras estaba con VF-11, también asistió a la Escuela de Armas de Combate de la Armada (TOPGUN). Fue seleccionado para el programa de la Escuela de Pilotos de Pruebas Navales de los Estados Unidos en 1989 y se graduó en 1992.
Hasta junio de 1994 fue asignado a la Rama de Armas de la Dirección de Pruebas de Aeronaves de Ataque en la Estación Aérea Naval de Patuxent River, Maryland, donde se desempeñó como oficial de proyecto para el programa de separación de armas del F-14D, convirtiéndose en el primer piloto en lanzar varios tipos de Armas aire-tierra del Tomcat. Se desempeñó un año como instructor en la Escuela de Pilotos de Pruebas Navales antes de unirse a los 'Jaque mate' del VF-211 en 1995 y completar un despliegue en el Pacífico Occidental y el Golfo Pérsico en defensa de la zona de exclusión aérea iraquí a bordo del USS Nimitz. Se desempeñó brevemente como oficial de logística de F-14 para la Flota del Atlántico antes de su selección para el programa espacial.